# Drino hersei
Drino hersei là một loài ruồi trong họ Tachinidae.